# SuperDraft de la MLS 2014
EL SuperDraft de 2014 fue el 15º evento de este tipo para la Major League Soccer. Se llevó a cabo en el Philadelphia Convention Center de Filadelfia, Pensilvania. El SuperDraft consistió en cuatro rondas con diecinueve selecciones en cada una de las rondas, para un total de 76 jugadores seleccionados en el proyecto.
Las primeras dos rondas se llevaron a cabo el jueves 16 de enero, mientras que las restantes dos rondas se llevaron a cabo el martes 21 de enero.
El proyecto precede al inicio de la Temporada Major League Soccer 2014.

## Primera Ronda
|  | Miembro de Generación Adidas |

| N.º | Jugador               | Equipo de la MLS                                                        | Universidad/Proyecto/Club             | Posición       | Imagen |
| --- | --------------------- | ----------------------------------------------------------------------- | ------------------------------------- | -------------- | ------ |
| 1   | Andre Blake           | Philadelphia Union (desde D.C. United)                                  | Universidad de Conecticut             | Portero        |        |
| 2   | Steve Birnbaum        | D.C. United (desde Chivas USA vía Philadelphia Union)                   | Universidad de California en Berkeley | Defensa        |        |
| 3   | Christian Dean        | Vancouver Whitecaps (desde Toronto FC)                                  | Universidad de California en Berkeley | Defensa        |        |
| 4   | Steve Neumann         | New England Revolution (desde Columbus Crew)                            | Universidad Georgetown                | Delantero      |        |
| 5   | Eric Miller           | Montreal Impact (desde FC Dallas)                                       | Universidad Creighton                 | Defensa        |        |
| 6   | Tesho Akindele        | FC Dallas (desde Philadelphia Union)                                    | Colorado School of Mines              | Delantero      |        |
| 7   | Andre Lewis           | Vancouver Whitecaps                                                     | Portmore United                       | Centrocampista |        |
| 8   | Damion Lowe           | Seattle Sounders FC (desde Chicago Fire)                                | Universidad de Hartford               | Defensa        |        |
| 9   | JJ Koval              | San Jose Earthquakes                                                    | Universidad Stanford                  | Centrocampista |        |
| 10  | Nick Hagglund         | Toronto FC (desde Montreal Impact vía FC Dallas vía Philadelphia Union) | Universidad Xavier                    | Defensa        |        |
| 11  | Patrick Mullins       | New England Revolution (desde Colorado Rapids)                          | Universidad de Maryland               | Delantero      |        |
| 12  | Marlon Hairston       | Colorado Rapids (desde New England Revolution)                          | Universidad de Louisville             | Centrocampista |        |
| 13  | Marco Franco          | Chicago Fire (desde Seattle Sounders FC)                                | Universidad de California en Irvine   | Defensa        |        |
| 14  | Ben Sweat             | Columbus Crew (desde Los Angeles Galaxy)                                | Universidad del Sur de Florida        | Defensa        |        |
| 15  | Pedro Ribeiro         | Philadelphia Union (desde New York Red Bulls vía Toronto FC)            | Universidad Coastal Carolina          | Centrocampista |        |
| 16  | AJ Cochran            | Houston Dynamo                                                          | Universidad de Wisconsin-Madison      | Defensa        |        |
| 17  | Schillo Tshuma        | Portland Timbers                                                        | Universidad de Maryland               | Delantero      |        |
| 18  | Ryan Neil             | Real Salt Lake                                                          | Universidad de California             | Defensa        |        |
| 19  | Grant Van De Casteele | Colorado Rapids (desde Sporting Kansas City vía New England Revolution) | Universidad de Notre Dame             | Defensa        |        |

## Segunda Ronda
|  | Miembro de Generación Adidas |

| N.º | Jugador          | Equipo de la MLS                             | Universidad/Proyecto/Club                     | Posición       | Imagen |
| --- | ---------------- | -------------------------------------------- | --------------------------------------------- | -------------- | ------ |
| 20  | Thomas McNamara  | Chivas USA (desde D.C. United)               | Universidad Clemson                           | Centrocampista |        |
| 21  | Jimmy Ockford    | Seattle Sounders FC (desde Chivas USA)       | Universidad de Louisville                     | Defensa        |        |
| 22  | Chris Duvall     | New York Red Bulls (desde Toronto FC)        | Universidad de Wake Forest                    | Defensa        |        |
| 23  | Kyle Venter      | Los Angeles Galaxy (desde Columbus Crew)     | Universidad de Nuevo México                   | Defensa        |        |
| 24  | Daniel Lovitz    | Toronto FC (desde FC Dallas)                 | Universidad de Elon                           | Centrocampista |        |
| 25  | Kevin Cope       | Philadelphia Union                           | Universidad Estatal de Míchigan               | Defensa        |        |
| 26  | Taylor Peay      | Portland Timbers (desde Vancouver Whitecaps) | Universidad de Washington                     | Defensa        |        |
| 27  | Robert Derschang | Philadelphia Union (desde Chicago Fire)      | Universidad de Akron                          | Defensa        |        |
| 28  | Joe Sofia        | San Jose Earthquakes                         | Universidad de California en Los Ángeles      | Defensa        |        |
| 29  | Victor Muñoz     | D.C. United (desde Montreal Impact)          | Universidad de California en Los Ángeles      | Centrocampista |        |
| 30  | Mamadou Diouf    | Vancouver Whitecaps (desde Colorado Rapids)  | Universidad de Conecticut                     | Delantero      |        |
| 31  | Alec Sundly      | New England Revolution                       | Universidad de California                     | Centrocampista |        |
| 32  | Mark Sherrod     | Houston Dynamo (desde Seattle Sounders FC)   | Universidad de Memphis                        | Delantero      |        |
| 33  | Jared Watts      | Colorado Rapids (desde Los Angeles Galaxy)   | Universidad de Wake Forest                    | Centrocampista |        |
| 34  | Eric Stevenson   | New York Red Bulls                           | Universidad de Akron                          | Centrocampista |        |
| 35  | John Berner      | Colorado Rapids (desde Houston Dynamo)       | Universidad del Sur de Illinois Edwardsville  | Portero        |        |
| 36  | Aaron Long       | Portland Timbers                             | Universidad de California en Riverside        | Centrocampista |        |
| 37  | George Malki     | Montreal Impact (desde Real Salt Lake)       | Universidad Politécnica Estatal de California | Centrocampista |        |
| 38  | Adnan Gabeljic   | Sporting Kansas City                         | Universidad de San Luis                       | Delantero      |        |

## Tercera Ronda
|  | Miembro de Generación Adidas |

| N.º | Jugador         | Equipo de la MLS                                       | Universidad/Proyecto/Club                    | Posición       | Imagen |
| --- | --------------- | ------------------------------------------------------ | -------------------------------------------- | -------------- | ------ |
| 39  | George Fochive  | Portland Timbers (desde D.C. United)                   | Universidad de Conecticut                    | Centrocampista |        |
| 40  | Kris Tyrpak     | Chivas USA                                             | Houston Baptist University                   | Centrocampista |        |
| 41  | Peter Schmetz   | Sporting Kansas City (desde Toronto FC)                | Universidad de California en Santa Bárbara   | Centrocampista |        |
| 42  | Fifi Baiden     | Columbus Crew                                          | Universidad de California en Santa Bárbara   | Centrocampista |        |
| 43  | Nicholas Walker | FC Dallas                                              | Universidad Fairleigh Dickinson              | Defensa        |        |
| 44  | Richie Márquez  | Philadelphia Union                                     | Universidad de Redlans                       | Defensa        |        |
| 45  | Adam Bedell     | Columbus Crew (desde Vancouver Whitecaps)              | Universidad de Detroit Misericordia          | Delantero      |        |
| 46  | Alex Sweetin    | Philadelphia Union (desde Chicago Fire vía Toronto FC) | Universidad de San Luis                      | Centrocampista |        |
| 47  | A.J. Corrado    | San Jose Earthquakes                                   | Universidad de Indiana                       | Centrocampista |        |
| 48  | Pete Caringi    | Montreal Impact                                        | Universidad de Maryland en Baltimore Country | Delantero      |        |
| 49  | Tolani Ibikunle | Colorado Rapids                                        | Universidad de Wake Forest                   | Defensa        |        |
| 50  | Pierre Omanga   | New England Revolution                                 | Universidad del Sur de Nuevo Hampshire       | Delantero      |        |
| 51  | Michael Kafari  | Vancouver Whitecaps (desde Seattle Sounders FC)        | Universidad de Nuevo México                  | Centrocampista |        |
| 52  | Aohdan Quinn    | Philadelphia Union (desde Los Angeles Galaxy)          | Universidad de Akron                         | Centrocampista |        |
| 53  | Joey Dillon     | Real Salt Lake (desde New York Red Bulls)              | Universidad de Georgetown                    | Centrocampista |        |
| 54  | Michael Lisch   | Houston Dynamo                                         | Universidad de Nuevo México                  | Portero        |        |
| 55  | Stefano Rijssel | Seattle Sounders FC (desde Portland Timbers)           | W Connection                                 | Delantero      |        |
| 56  | Zach Barnes     | D.C. United (desde Real Salt Lake)                     | Universidad Creighton                        | Centrocampista |        |
| 57  | Alex Martínez   | Sporting Kansas City                                   | Universidad Estatal de Carolina del Norte    | Centrocampista |        |

## Cuarta Ronda
|  | Miembro de Generación Adidas |

| N.º | Jugador           | Equipo de la MLS                                               | Universidad/Proyecto/Club                               | Posición       | Imagen |
| --- | ----------------- | -------------------------------------------------------------- | ------------------------------------------------------- | -------------- | ------ |
| 58  | Mackenzie Pridham | Vancouver Whitecaps (desde D.C. United)                        | Universidad Politécnica Estatal de California           | Delantero      |        |
| 59  | Michael Nwiloh    | Chivas USA                                                     | Instituto de Tecnología de Georgia                      | Defensa        |        |
| 60  | Kene Eze          | Toronto FC                                                     | Universidad Rutgers                                     | Delantero      |        |
| 61  | Zach Bolden       | Chicago Fire (desde Columbus Crew)                             | Universidad de Denver                                   | Centrocampista |        |
| 62  | Ronny Santos      | FC Dallas                                                      | Manta FC                                                | Defensa        |        |
| 63  | Luca Gimenez      | Philadelphia Union                                             | Universidad de Wake Forest                              | Centrocampista |        |
| 64  | Michael Calderón  | Vancouver Whitecaps                                            | Universidad de Nuevo México                             | Centrocampista |        |
| 65  | Kadeem Dacres     | Chicago Fire                                                   | Universidad de Maryland en Baltimore Country            | Centrocampista |        |
| 66  | Devante Dubose    | San Jose Earthquakes                                           | Instituto Politécnico y Universidad Estatal de Virginia | Defensa        |        |
| 67  | Jordan Ongaro     | Montreal Impact                                                | Universidad Estatal de San Diego                        | Delantero      |        |
| 68  | Albert Edward     | Colorado Rapids                                                | Lindsey Wilson College                                  | Defensa        |        |
| 69  | Travis Golden     | D.C. United (desde New England Revolution)                     | Universidad Campbell                                    | Defensa        |        |
| 70  | Daniel Jackson    | Real Salt Lake (desde Seattle Sounders FC)                     | Coker College                                           | Delantero      |        |
| 71  | Víctor Chávez     | Portland Timbers (desde Los Angeles Galaxy vía Houston Dynamo) | Universidad de California en Los Ángeles                | Delantero      |        |
| 72  | Nikita Kotlov     | Portland Timbers (desde Houston Dynamo)                        | Universidad de Indiana                                  | Centrocampista |        |
| 73  | Billy Knutsen     | San Jose Earthquakes (desde Portland Timbers)                  | Universidad Americana                                   | Portero        |        |
| 74  | Bryan Ciesiulka   | Chicago Fire (desde Real Salt Lake)                            | Universidad Marquette                                   | Centrocampista |        |
| 75  | Reinaldo Brenes   | Sporting Kansas City                                           | Universidad de Akron                                    | Delantero      |        |
| 76  | Fabio Pereira     | Seattle Sounders FC (desde San Jose Earthquakes)               | Universidad de Míchigan                                 | Centrocampista |        |

## Selecciones por Posición
| Ronda   | Portero | Defensa | Mediocampista | Delantero | Totales |
| ------- | ------- | ------- | ------------- | --------- | ------- |
| Primera | 1       | 10      | 4             | 4         | 19      |
| Segunda | 1       | 7       | 8             | 3         | 19      |
| Tercera | 1       | 3       | 11            | 4         | 19      |
| Cuarta  | 1       | 5       | 7             | 6         | 19      |
| Totales | 4       | 25      | 30            | 17        | 76      |